# Ragnar Lyth
Ragnar Vilhelm Lyth, född 2 april 1944 i Karlstad, är en svensk regissör och manusförfattare.

## Biografi
Lyth är son till bankdirektören Arne Lyth och Reidunn, född von Hirsch, samt bror till Einar, Harald och Göran Lyth. Han tog studentexamen 1965 och bedrev universitetsstudier 1966–1969 samt gick på Svenska Filminstitutets filmskola 1969–1970 och Dramatiska Institutet 1970–1973. Lyth har varit frilansregissör vid bland annat Borås Stadsteater, Stockholms stadsteater, Riksteaterns Västeråsensemble och Göteborgs Stadsteater.
Lyth har gjort sig känd som en progressiv, samhällsengagerad debattör genom sina många produktioner på scen och TV. Under sin regiutbildning vid Svenska Filminstitutets filmskola/Dramatiska Institutet 1969–1973 gjorde han kortfilmerna Jag – en ingenjör (1970) och T.V.-övervakning (1971), en analys av "övervakningssamhället" och dess risker. 1974 gjorde han Dagen V, en dokumentär om arbetet omkring Vasaloppet. Under åren 1975–1978 var han konstnärlig ledare för Västmanlands länsteater, innan han 1978–1980 gick över till att dela det konstnärliga ledarskapet för Folkteatern i Göteborg med Lennart Hjulström. Därefter var han under några år verksam som regissör vid Göteborgs Stadsteater med dess Backa Teater och Angereds Teater. 
För Sveriges Television har han regisserat/skrivit August Strindbergs drama Dödsdansen (1980) med Margaretha Krook och Keve Hjelm i huvudrollerna och 1984 Lars Forssells Bellman-drama Haren och vråken. 1985 kom hans tolkning av Shakespeares Den tragiska historien om Hamlet - prins av Danmark med Stellan Skarsgård i titelrollen och med Pernilla August som Ofelia och denna film väckte mycket debatt i Sverige om hur man bör tolka denna klassiker. 1987 följde han upp med Molières Don Juan med Thorsten Flinck i titelrollen. 1993 presenterades originalverket Macklean, en TV-serie i fyra delar om reformivraren Rutger Macklean i Gustav III:s Skåne.
Sedan 1990-talet har Lyth till stor del arbetat vid Nationaltheatret i Oslo. Bland annat har han där satt upp Ett drömspel av Strindberg, Den goda människan i Sezuan av Bertolt Brecht, Parken av Botho Strauss, storproduktionen Faust I–II av Goethe och Slutspel av Samuel Beckett. Han har också regisserat vid ett antal andra teatrar, såsom Stockholms stadsteater, Malmö stadsteater, Borås stadsteater samt de danska Avenyteatret i Köpenhamn och Aalborg Teater. 
Åren 1999–2011 var Lyth även professor i teaterregi vid Dramatiska Institutet.
Lyth var gift 1967–1982 med fil.mag. Karin Lyth (född 1946) men är numera gift med regissören Kerstin Österlin (född 1948).

## Filmografi
- 1970 – Jag - en ingenjör (kortfilm)
- 1971 – T.V.-övervakning (dokumentär)
- 1974 – Dagen V (dokumentär)
- 1980 – Dödsdansen (TV-teater)
- 1984 – Haren och vråken (TV-teater)
- 1985 – Den tragiska historien om Hamlet – prins av Danmark (TV; även egen manusbearbetning) [5]
- 1987 – Don Juan (TV; även egen manusbearbetning)
- 1993 – Macklean (TV-serie) (även manus tillsammans med Per Lysander)

## Teateruppsättningar i urval
| År   | Produktion                                                          | Upphovsmän                                                                    | Teater                                  |
| ---- | ------------------------------------------------------------------- | ----------------------------------------------------------------------------- | --------------------------------------- |
| 1974 | Faust                                                               | Johann Wolfgang von Goethe Översättning Bertil Malmberg                       | Stockholms stadsteater                  |
| 1975 | Natthärbärget На дне, Na dne                                        | Maksim Gorkij Översättning Axelle Axell                                       | Stockholms stadsteater                  |
| 1976 | Gruffet i Chiozza Le baruffe chiozzotte                             | Carlo Goldoni                                                                 | Västeråsensemblen                       |
| 1977 | Drottningjakten                                                     | Göran O Eriksson                                                              | Stockholms stadsteater                  |
| 1978 | Kritcirkeln Der kaukasische Kreidekreis                             | Bertolt Brecht                                                                | Västeråsensemblen                       |
| 1978 | Vi betalar inte Non si paga! non si paga!                           | Dario Fo                                                                      | Västmanlands teater                     |
| 1979 | Det Stora Bråket                                                    |                                                                               | Folkteatern, Göteborg                   |
| 1980 | Hemsöborna                                                          | August Strindberg                                                             | Folkteatern, Göteborg                   |
| 1981 | En Rövaropera                                                       |                                                                               | Angeredsteatern                         |
| 1987 | Kurage och hennes barn Mutter Courage und ihre Kinder               | Bertolt Brecht Översättning Ragnar Lyth                                       | Stockholms stadsteater                  |
| 1988 | Misantropen Le misanthrope                                          | Molière                                                                       | Avenyteatern, Köpenhamn                 |
| 1989 | Et drømspill Ett drömspel                                           | August Strindberg                                                             | Nationaltheatret                        |
| 1990 | Revisorn Ревизор, Revizor                                           | Nikolaj Gogol                                                                 | Boulevardteatern (TV version 1992 SVT1) |
| 1991 | Markisinnan de Sade サド侯爵夫人?, Sado kōshaku fujin               | Yukio Mishima                                                                 | Avenyteatret, Köpenhamn                 |
| 1993 | Parken Der Park                                                     | Botho Strauss                                                                 | Nationaltheatret                        |
| 1993 | Peer Gynt                                                           | Henrik Ibsen                                                                  | Backa Teater                            |
| 1994 | Jungfrurna                                                          | Peter Bengtson och Ragnar Lyth                                                | Kungliga Operan                         |
| 1994 | Det gode mennesket i Sezuan Der gute Mensch von Sezuan              | Bertolt Brecht                                                                | Nationaltheatret                        |
| 1995 | Den kaukasiska kritcirkeln Der kaukasische Kreidekreis              | Bertolt Brecht Översättning Ragnar Lyth                                       | Stockholms Stadsteater                  |
| 1996 | Et Dukkehjem                                                        | Henrik Ibsen                                                                  | Trøndelag Teater, Trondheim             |
| 1996 | Vildanden                                                           | Henrik Ibsen                                                                  | Nationaltheatret                        |
| 1997 | Arkitekten The Architect                                            | David Greig Översättning Sverre Rødahl                                        | Nationaltheatret                        |
| 1998 | Hedda Gabler                                                        | Henrik Ibsen                                                                  | Stockholms Stadsteater                  |
| 1999 | Faust                                                               | Johann Wolfgang von Goethe                                                    | Nationaltheatret                        |
| 2000 | Temperance                                                          | Staffan Göthe                                                                 | Teater Västernorrland                   |
| 2001 | Revisorn Ревизор, Revizor                                           | Nikolaj Gogol                                                                 | Malmö stadsteater                       |
| 2002 | Hva dere vil (Helligtrekongersaften) Twelfth Night or What You Will | William Shakespeare                                                           | Nationaltheatret                        |
| 2004 | Demokrati Democracy                                                 | Michael Frayn Översättning Johan Huldt                                        | Stockholms Stadsteater                  |
| 2004 | Slutspill Fin de partie                                             | Samuel Beckett                                                                | Nationaltheatret                        |
| 2005 | Tartuffe/Bedragaren Tartuffe, ou l'Imposteur                        | Molière                                                                       | Malmö Stadsteater                       |
| 2006 | Arkitekten The Architect                                            | David Greig                                                                   | Malmö Stadsteater                       |
| 2007 | Smutsiga händer Les Mains sales                                     | Jean-Paul Sartre Översättning Eyvind Johnson                                  | Stockholms Stadsteater                  |
| 2008 | Under åpen himmel On the Open Road                                  | Steve Tesich Översättning Kjell Askildsen                                     | Nationaltheatret                        |
| 2010 | Mefisto - En karriär Mephisto                                       | Klaus Mann Översättning Roland Adlerberth, Dramatisering Christoffer Mellgren | Stockholms Stadsteater                  |
| 2011 | Dödsdansen                                                          | August Strindberg                                                             | Stockholms Stadsteater                  |
| 2013 | Ett dockhem Et Dukkehjem                                            | Henrik Ibsen Översättning Mia Törnqvist                                       | Stockholms Stadsteater                  |
| 2014 | Hushjelpene Les Bonnes                                              | Jean Genet Översättning Hege Randi Tørressen                                  | Nationalteatret                         |
| 2016 | Samtal före döden Samtale før døden                                 | Adam Price Översättning Frederik Sjögren                                      | Kulturhuset Stadsteatern                |